# おとろし

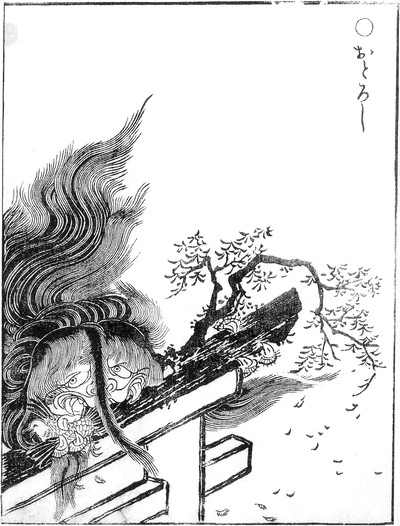
鳥山石燕『画図百鬼夜行』より「おとろし」

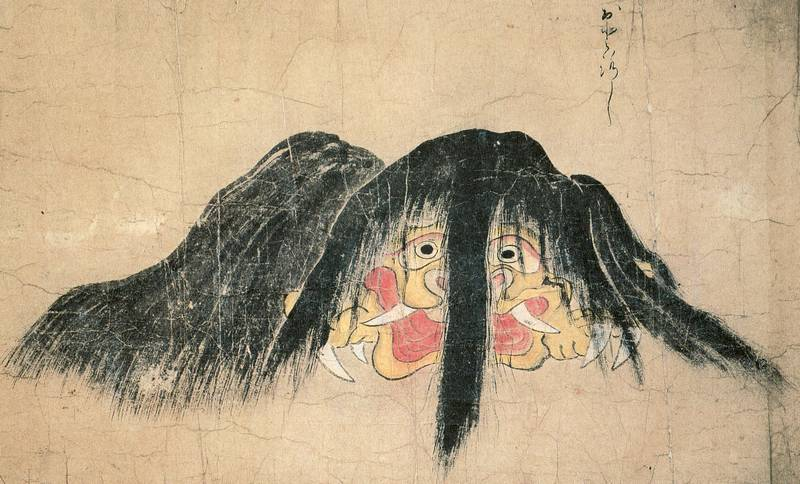
『化物づくし』の「おどろおどろ」（作者不詳）

おとろしは、佐脇嵩之の『百怪図巻』などの妖怪絵巻や、鳥山石燕の『画図百鬼夜行』（1776年）にある日本の妖怪。

## 概要
江戸時代の『百怪図巻』（1737年,佐脇嵩之）、『化物づくし』（画家・制作年不明、加賀谷れい所蔵）、『化物絵巻』（画家・制作年不明、川崎市市民ミュージアム所蔵）、『百鬼夜行絵巻』（1832年,尾田郷澄、松井文庫所蔵）などの絵巻や、絵双六『十界双六』（国立国会図書館所蔵）、『画図百鬼夜行』では、長い髪におおわれ、顔に前髪をたらした姿で描かれている。いずれにも名称以外の解説文が一切なく、どのような妖怪を意図して描かれたかは不明である。

## 名称
『百怪図巻』、『化物絵巻』などの絵巻物、『十界双六』、『画図百鬼夜行』では「おとろし」、『化物づくし』では「おどろおどろ」、『百鬼夜行絵巻』では「毛一杯」（けいっぱい）の名称で描かれている。
江戸時代の随筆『嬉遊笑覧』に引かれている古法眼元信が描いた「化物絵」に描かれていたとされる妖怪の中には「おとろん」の名称が確認できる。
妖怪研究家・多田克己は、「おとろし」と「おどろおどろ」の名称の変化について、『化物づくし』では名前をくの字点（踊り字）を用いて「おとろ〱」と書いているため（画像参照）、これを「おとろし」と誤読したものとしている。ただし、「おどろおどろ」は「気味が悪い、恐ろしい」を意味する「おどろおどろしい」の名詞化した名であり、「おとろし」は「恐しい」の上方訛りであり、どちらの名でも意味において大差はないとしている。ぼうぼうとした長髪のことを「棘髪」（おどろがみ）というが、多田や妖怪研究家・村上健司は、この意味も「おどろおどろ」の名に込められているとしている。また、『百怪図巻』『画図百鬼夜行』のいずれも、おとろしを「わいら」と並べて描いており、「わい」が恐れを意味する「畏（わい）」に通じることから、「恐い（わいら）」「恐ろしい（おとろし）」を具現化した、2体で1対の妖怪とする解釈もある。

## 伝承
絵巻物には名称以外の解説文が一切なく、それについての民間伝承を記載した書物も存在しないため、どのような伝承がされていたのかは不明である。
昭和・平成以降の妖怪関連の文献や児童向けの妖怪図鑑でおとろしは、神社で不心得者や悪戯をする者を見つけると突然上から落ちてくると解説されている。また、作家・山田野理夫は『東北怪談の旅』（1974年）に「オトロシ」と題し、福島県で一度も寺の参拝などをしたことのない不信心な者が、母の葬式に寺の門をくぐろうとしたところ、突然太い腕に捕まえられて吊し上げられたという話を収録している。村上健司はこれらの解説にある内容を伝承に確認することは出来ず、石燕の『画図百鬼夜行』に描かれたおとろしの絵（鳥居の上に乗っている）から想像したことに過ぎない創作であると指摘している。

### 秋田の伝承
妖怪画のおとろしとの関連性は不明だが、江戸時代の旅行家・菅江真澄『雪の出羽路』（1814年）には、
という坂道の話が記録されている。同書で「さへの神坂」（さえのかみざか、道祖ノ神坂）は出羽国雄勝郡稲庭郷沢口村にあると記されている（現在の秋田県湯沢市稲庭町）。
また、秋田県公文書館に所蔵されている秋田藩士の手によるものと考えられる肉筆本『久保田城下百物語』（作者・制作年不明）には、一つ目小僧が呼びに行く妖怪のひとつとして「長野坂檜山屋敷のおどろし」という頭部の巨大な人間のような妖怪が描かれている。

### ししこり
絵巻物などに見られる既存の妖怪画に詞書を添えて制作されたと考えられる妖怪絵巻『化け物尽し絵巻』（江戸時代,個人蔵・福岡県立美術館寄託）では、「おとろし」が「ししこり」（原文: しゝこり）として紹介されている（理由ははっきりしないが同絵巻は登場する全ての妖怪の名が変更されている）。詞書によれば、高さ8尺（≒1.8m）、8畳ほどの大きさで、口の広さは1丈1尺（≒3.3m）。豊前国の奈良林という村（現在の福岡県飯塚市綱分字奈良林か）に現れ、牛馬をすべてひと呑みに食ってしまった。山狩りの末、岩穴に潜んでいたところを竹槍でしとめられたという。